# Suckenie

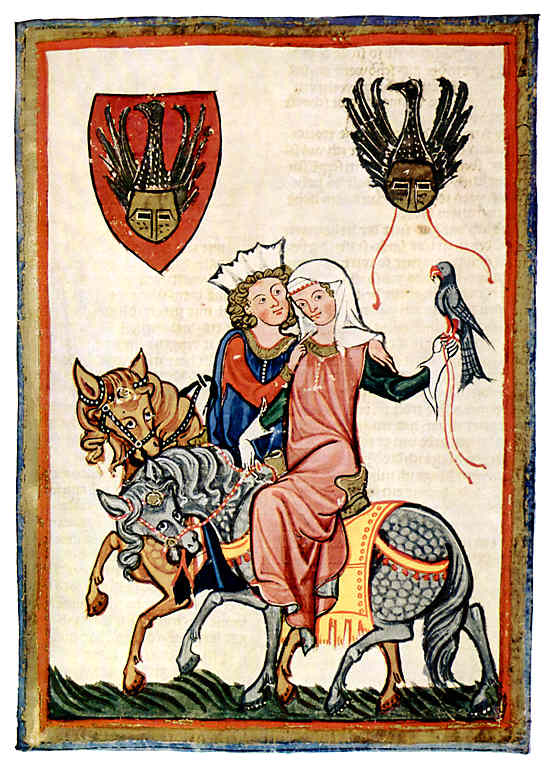
Werner von Teufen mit blauer, seine Dame mit roter Suckenie. Codex Manesse, um 1320

Als suckenîe, auch suggenîe wird in deutschen und französischen Quellen des 12. bis 14. Jahrhunderts ein ärmelloses Oberkleid bezeichnet.
Etymologisch stammt das Wort wohl eher aus dem Slawischen (sukno, ‚Wolltuch‘) als ursprünglich aus dem Französischen (souquenie, sorquanie, klerikales Obergewand).
Da es für suckenîe keine eindeutige Korrelation zwischen mittelalterlichen Bildquellen und Textzeugnissen gibt, ist eine exakte Definition schwierig. Daher ist die Terminologie in der wissenschaftlichen Literatur uneinheitlich und eine genaue Abgrenzung (wenn überhaupt erforderlich) zum Surkot, Kürsen oder kursit nicht gelungen.
Soviel ist sicher: Die Suckenie wurde von Männern und Frauen getragen, in der Spätzeit eher von Frauen. Es war ein Kleidungsstück, das über dem Hemd („Cotte“) und unter dem Mantel getragen wurde. Es war ärmellos, allenfalls kurzärmelig und nicht gegürtet. Auch Varianten, die aus  breiten Vorder- und Rückenstücken bestanden, über der Schulter durch Nähte verbunden und seitlich offen waren, werden beschrieben. In mittelalterlichen Texten wird oft die Kostbarkeit der suckenîe hervorgehoben (Seide, Gold, Scharlach, Hermelinfutter), was aber nicht ausschließt, dass der Schnitt auch bei Kleidern in weniger vornehmen Schichten verwendet wurde. Ein markante Variante zeichnete sich durch extrem vergrößerte Armlöcher aus, am Ende des 13. Jahrhunderts findet man Beispiele von Frauenkleidern, bei denen die Öffnungen von der Achsel bis zur Taille in weitem Bogen ausgeschnitten werden, so dass die Oberteile fast zu Trägern reduziert erscheinen. Der Halsausschnitt konnte mit einer kleinen Knopfleiste versehen sein.